# Tages

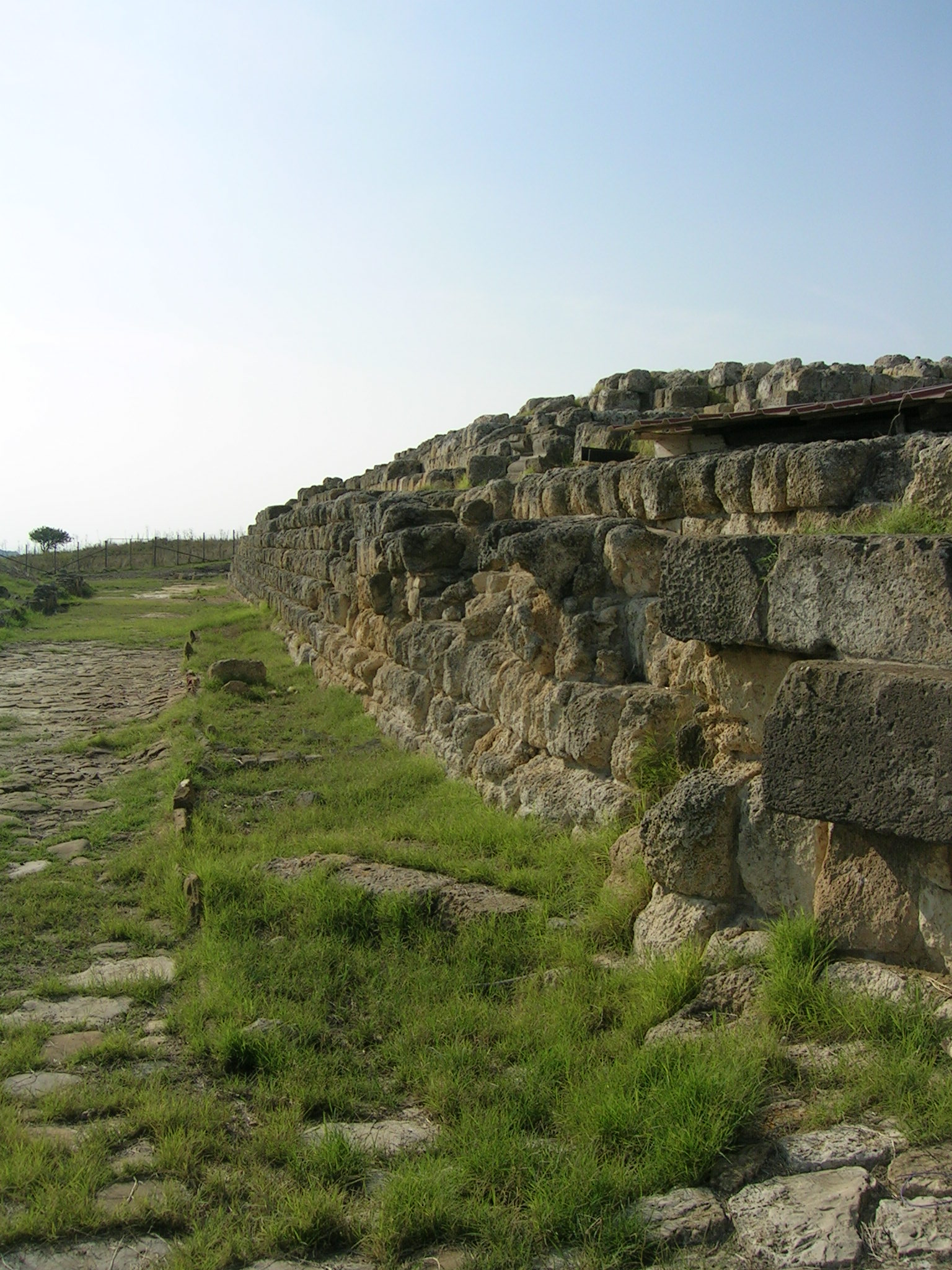
Fundación del templo etrusco en Tarquinia, escenario de la leyenda Tages.

Tages es un dios de la mitología etrusca, asimilado por los romanos. 
Salió un día de un terrón de tierra, debajo del arado de un granjero, cerca de Tarquinia. Su tamaño era el de un enano, pero a partir de su nacimiento y su infancia, a pesar de las apariencias, pronunció palabras de profunda sabiduría: fue él quien enseñó la adivinación y la aruspicina a los etruscos. Se le atribuyen los libros proféticos (libri rituales). Enseñó el arte de leer el futuro en las entrañas de un animal sacrificado (hieroscopia y hepatoscopia).